# Jungle Fight 52
Jungle Fight 52 Será um evento de MMA, que ocorrerá no dia 4 de Maio de 2013 no Ginásio da Universidade Estadual do Pará (Uepa) Belém, Pará.
Em destaque no Jungle Fight 52 estão a disputa do cinturão dos meio-médios, entre Elias Silvério e Junior Orgulho, O título até 77kg está vago desde a ida de Erick Silva para o UFC. O oponente de Elias inicialmente seria Michael Trator, mas o lutador paraense foi chamado pelo Ultimate para substituir o lesionado americano Lance Benoist contra o brasileiro Paulo Thiago no UFC on FX: Belfort vs. Rockhold. Elias tem um cartel de seis vitórias em seis combates e representa o Barbosinha Team. Junior, por sua vez, é irmão de Kleber Orgulho, campeão meio-pesado do Jungle, e tem cinco triunfos e um revés na carreira. Ele representa a Champion Team. A co-luta principal será um duelo paraense e marcará a estreia de Douglas D'Silva no Jungle Fight. O atleta de Castanhal chega com cartel invicto de 18 vitórias, sendo 14 por nocaute, e colocará em prova seu talento contra o versátil Toninho Marajó, natural de Soure e parceiro de treinos de Iuri e Ildemar Marajó. A última luta de Toninho terminou com seu braço erguido após um nocaute espetacular sobre Michel Pedro, no JF 45, realizado também em Belém.